# Hans Hesse (Historiker)
Hans Hesse (* 1961 in Bremen) ist ein deutscher Historiker und Autor.

## Biografie
Hesse studierte Neuere Geschichte, Alte Geschichte und Publizistik an der Freien Universität Berlin. 2005 wurde er promoviert über die Entnazifizierung in Bremen und Bremerhaven, sein Doktorvater war Wolfgang Wippermann. Während seines Studiums veröffentlichte Hesse zahlreiche Glossen, Satiren und Features in Zeitungen (u. a. Nordsee-Zeitung, Kieler Nachrichten, Spandauer Volksblatt) und im Hörfunk (u. a. SWF, Radio Bremen, Hessischer Rundfunk, Bayerischer Rundfunk und Radio ffn). Mitte der 1990er Jahre verschob sich sein Arbeitsfokus hin zu historischen Themen, die in zahlreichen wissenschaftlichen Projekten und Publikationen mündeten.
1993 begann er mit der Erforschung der NS-Verfolgung der Sinti und Roma in Nordwestdeutschland, zeitweise als Projekt mit dem Bremer Sinti-Verein. 1995–1997 führte er ein zweijähriges Projekt an der Gedenkstätte KZ Moringen zur Geschichte des frühen und Frauen-KZ Moringen durch. Er veröffentlichte in dieser Zeit u. a. den Briefwechsel von Hannah Vogt mit ihren Eltern aus dem Gerichtsgefängnis Osterode und dem KZ Moringen im Jahr 1933. Ein Auszug daraus wurde 1997 am Deutschen Theater in Göttingen in einer Matinee gelesen. Seit 1998 schloss sich daran eine intensive Forschung über die Verfolgung der Zeugen Jehovas im Nationalsozialismus und in der DDR an.
2001 veröffentlichte Hesse eine Monografie über Karin Magnussen. Seit 2005 beschäftigt er sich mit verschiedenen Aspekten der deutschen Gedenktopografie, besonders mit der Geschichte von Vertriebenendenkmälern.
Von 2008 bis 2013 war er Leiter des Projektes „Archiv des Gedenkens an die NS-Zeit im Rheinland“ an der Kunst- und Museumsbibliothek der Stadt Köln. In diesem Zusammenhang erforschte er die Biografie und das Werk von Willy Meller, einem der bekanntesten NS-Bildhauer. 
2011 wurde auf Hesses Initiative in Bremen ein Stolperstein für Kurt Elvers verlegt. Neben einer Kurzgeschichte zum Fall Elvers veröffentlichte Hesse zahlreiche Aufsätze zur Geschichte der Nordischen Kunsthochschule. Gegenwärtig forscht er zu Werk und Biografie von Gunter Demnig mit dem Schwerpunkt auf dem Projekt „Stolpersteine“ und über die NS-Verfolgung der Sinti und Roma in Nordwestdeutschland.

## Mitwirkung und kuratierte Ausstellungen
- 2009: Gedenken und Erinnern im Rhein-Erft-Kreis – Die NS-Zeit im Spiegel von Mahnmalen, Denkmälern und Gedenkstätten. Ausstellung der Kunst- und Museumsbibliothek der Stadt Köln im Stadtarchiv Frechen. Texte von Elke Purpus und Hans Hesse.[8] Weitere Ausstellungsorte: Hürth, Brühl, Bergheim, Kerpen, Wesseling, Erftstadt.[9]
- 2010: Künstlerbücher: Das Gedenkbuch. Ausstellungsbeteiligung mit dem Gedenkbuch für Nina Sawina. Ausstellung der Kunst- und Museumsbibliothek der Stadt Köln[10]
- 2010/2011: Gedenk-Räume. Die NS-Zeit in der Gedenkkunst in Köln. Ausstellung der Kunst- und Museumsbibliothek der Stadt Köln im EL-DE-Haus (2010) und im Aktiven Museum Siegen (2011). Autoren: Elke Purpus und Hans Hesse[10]
- 2014: Willy Meller – Ein Künstler zwischen Diktatur und Demokratie. Ein Bestand in der Kunst- und Museumsbibliothek der Stadt Köln.[11]
- 2016: Heldenbücher, Eiserne Bücher, Ehrenchroniken – Bücher als Denkmäler des I. Weltkriegs. Ausstellung in der Kunst- und Museumsbibliothek der Stadt Köln.[12]
- 2017: Das Projekt STOLPERSTEINE – Ein KunstDenkmal als Bürgerbewegung. Ausstellung in der Kunst- und Museumsbibliothek der Stadt Köln.[13][14]

## Veröffentlichungen (Auswahl)
- (K)ein Grund zur Hysterie, in: Tondern/Ney (Hrsg.): Was sind das für Zeiten. Satiren aus den gewendeten 80er Jahren, rororo-Tomate, Hamburg 1988, S. 67–69.
- Das Frauen-KZ Moringen 1933–1938. Verlag Lagergemeinschaft und KZ-Gedenkstätte Moringen, 2002, ISBN 978-3-8311-0633-2
- Das frühe KZ Moringen (April–November 1933), „... ein an sich interessanter psychologischer Versuch“, Moringen 2003, ISBN 978-3-8334-0429-0
- „Am mutigsten waren immer wieder die Zeugen Jehovas“. Verfolgung und Widerstand der Zeugen Jehovas im Nationalsozialismus, Edition Temmen, Bremen 1998, ISBN 978-3-86108-724-3
- mit Jürgen Harder: „Und wenn ich lebenslang in einem KZ bleiben müsste ...“ Die Zeuginnen Jehovas in den Frauenkonzentrationslagern Moringen, Lichtenburg und Ravensbrück, Klartext-Verlag, Essen 2001, ISBN 978-3-88474-935-7
- mit Jens Schreiber: Vom Schlachthof nach Auschwitz. Die NS-Verfolgung der Sinti und Roma aus Bremen, Bremerhaven und Nordwestdeutschland, Tectum Verlag, Marburg 1999, ISBN 978-3-8288-8046-7
- Augen aus Auschwitz, Klartext-Verlag, Essen 2001, ISBN 978-3-89861-009-4
- Konstruktionen der Unschuld. Die Entnazifizierung am Beispiel von Bremen und Bremerhaven 1945–1953, Verlag Staatsarchiv Bremen, 2005, ISBN 978-3-925729-46-1
- mit Elke Purpus: Mahnmalführer Köln, Klartext-Verlag, Essen 2010, ISBN 978-3-8375-0168-1
- Bis zur Narbe – Eine Erzählung, Verlag Hochschule für Künste, Bremen 2011, ISBN 978-3-00-033578-5
- Stolpersteine – Idee.Künstler.Geschichte.Wirkung, Klartext-Verlag, Essen 2017, ISBN 978-3-8375-1547-3